# Jeff Arch
Pour les articles homonymes, voir Arch.
Jeff Arch, de son vrai nom Jeffrey Gurkoff, est un scénariste et un dramaturge américain né en décembre 1954 à Harrisburg (Pennsylvanie).

## Théâtre
- 1984 : For Sale

## Filmographie

### Cinéma
- 1993 : Nuits blanches à Seattle de Nora Ephron
- 1994 : L'Enfer blanc de Charles Haid
- 2005 : Complete Guide to Guys (également réalisateur et producteur)

### Télévision
- 1999 : Sealed with a Kiss, téléfilm (également producteur)
- 2005 : Pour l'amour de Millie (Saving Milly), téléfilm (également producteur)

## Nominations
pour Nuits blanches à Seattle
- Oscars du cinéma 1994 : Oscar du meilleur scénario original
- BAFTA 1994 : BAFA du meilleur scénario original
- Writers Guild of America Awards 1994 : meilleur scénario original